# دلي باريك رودبال (مقاطعة تشرام)
دلي باريك رودبال (بالفارسية: دلی باریک رودبال) هي قرية تقع في قسم تشرام الريفي (مقاطعة تشرام) في إيران. يقدر عدد سكانها بـ 110 نسمة بحسب إحصاء 2016.